# Центр современной фотографии (Мельбурн)
Центр современной фотографии в Мельбурне (англ. Centre for Contemporary Photography, CCP Melbourne) — художественный музей в районе Фицрой австралийского города Мельбурн, основанный в 1986 году как «Victorian Centre for Photography» — по инициативе Берни О’Регана; первоначально размещался в районе Карлтон — в 2005 году переехал на улицу Джордж-стрит в здание, специально спроектированное архитектурным бюро «Sean Godsell Architects»; наряду с демонстрацией современного изобразительного фотоискусства и видео-арта, проводит временные выставки по документальной фотографии и фотожурналистике. Центр участвует во вручении награды «Leica/CCP Documentary Photography Award» и издании ежеквартального онлайн-журнала «Flash».

## История и описание
Центр современной фотографии в Мельбурне был основан в 1986 году как «Центр фотографии штата Виктория» (Victorian Centre for Photography, VCP) — по инициативе Берни О’Регана (1938—1996); первым выставочным пространством VCP стал магазин на улице Ратдаун-стрит в районе Карлтон. Центр был поддержан министерством искусств штата Виктория и Советом по искусству Австралии — он начал выпускать (нерегулярно) бюллетень с новостями для своих членов. Постепенно организация превратилась из небольшого сообщества местных фотографов, в известный в стране центр современного искусства. Существенный вклад в это внесла обзорная выставка, сопровождавшаяся изданием каталога, «Взгляд на тысячу миль» (The Thousand Mile Stare), которая прошла в целом ряде городов Австралии в период с 1988 по 1989 год. Первым директором центра стала Дебора Эли, занимавшая данный пост с 1988 по 1991 год. В 1993 году центр провёл выставку «Пожалуйста, позвольте мне представиться…» (Please allow me to introduce myself…), посвящённую видео-арту и инсталляциям.
В начале 1990-х годов VCP переехал в более крупное помещение в районе Фицрой — по адресу улица Джонстон-стрит, дом 205; вскоре после этого он сменил своё название на «Центр современной фотографии» (Centre for Contemporary Photography, CCP), чтобы отразить свою ориентацию на современное фотоискусство. В 2005 году CCP переехал в новое здание в том же районе — на улицу Джордж-стрит, в дом 404; помещения были специально спроектированы архитектурным бюро «Sean Godsell Architects». CCP является некоммерческим выставочным центром, деятельность которого направлена на поддержку фотоискусства во всех его проявлениях и, одновременно, на вовлечение широкой общественности в сферу современной фотографии. За время своего существования центр провёл множество временных выставок: среди них были и экспозиции Трейси Моффат, Грегори Крюдсона, Тарина Саймона, и Патриция Пиччинини. Наряду с демонстрацией современного изобразительного искусства, на выставках центра также регулярно представляются фотографии коренных народов Австралии, документальная фотография и фотожурналистика; CCP также участвует во вручении награды «Leica/CCP Documentary Photography Award».
В июле 2016 года организация отметила свой тридцатый год работы выставкой «От серебряного желатина к Instagram’у: празднование 30-летия CCP» (From Silver Gelatin to Instagram: Celebrating 30 Years of the CCP); ряд известных австралийских фотографов пожертвовал свои работы для сбора средств — после того, как CCP стал одним из 62 учреждений искусства, потерявших федеральное финансирование. До этого центр получал до 40 % своего общего дохода от правительства штата Виктория — через фонд «Creative Victoria». Остальная часть бюджета собиралась как членские взносы и финансирование отдельных мероприятий, включая ежегодную специализированную выставку по сбору средств. С августа 2018 года центр возглавляет Адам Хардинг.
Выставочная программа CCP представлена на пяти площадках, в число которых входит и проект «Ночная проекция» (Night Projection Window). Программа включает в себя индивидуальные, групповые и кураторские выставки, который представляют как местное, так и международное фотоискусство; выставляются как начинающие, так и известные авторы. В рамках проекта «CCP Salon», спонсорами которого являются компании «Leica» и «Ilford Photo», центр ежегодно проводит открытый конкурс в 23 категориях — на призы на сумму более 20 000 австралийских долларов. В 2017 году CCP посетило 92 898 человек.
Помимо выставочной деятельности, CCP также проводит публичные лекции и выступления художников и иные образовательные программы, в том числе и практические курсы по фотографии (под руководством Леса Волкинга). В апреле 2009 года CCP начал публиковать, помимо выставочных каталогов, ежеквартальный онлайн-журнал «Flash», которые включает в себя обзоры, интервью и комментарии по фото- и видео-искусству Австралии; с 2010 по 2015 год его редактором являлась Кайла МакФарлейн.